# Norðurárdalur (dal i Island, Norðurland vestra, lat 65,43, long -19,05)
Norðurárdalur är en dal i republiken Island.   Den ligger i regionen Norðurland vestra, i den centrala delen av landet, 190 km nordost om huvudstaden Reykjavík.